# Nivenia levynsiae
Nivenia levynsiae är en irisväxtart som beskrevs av August Henning Weimarck. Nivenia levynsiae ingår i släktet Nivenia och familjen irisväxter. Inga underarter finns listade i Catalogue of Life.